# São Jorge (Santana)
São Jorge é uma freguesia portuguesa do Município de Santana, na ilha da Madeira, Região Autónoma da Madeira,  com 18,30 km² de área e 1173 habitantes (censo de 2021). A sua densidade populacional é 64,1 hab./km².
Fundada em 1515 por D. Manuel I, é uma das mais antigas freguesias da região, tendo as actuais freguesias de Santana, Arco de São Jorge e Ilha integrado o seu território original. 
Com lugares desanexados desta freguesia foi criada em 1989 a freguesia de Ilha.

## Geografia
Está limitada a Norte pelo Oceano Atlântico e a Sul por montanhas. A oeste encontra-se a freguesia do Arco de São Jorge e a este é limitada pelas freguesias de Ilha e Santana. Metade da freguesia encontra-se em plena floresta Laurissilva, integrando o seu território alguns pontos de reputado interesse turístico, como a Levada do Rei, a Boca das Voltas, o Calhau de São Jorge e o Caldeirão do Inferno. A maior altitude encontra-se no Pico Canário (1592m) seguido do Pico dos Assumadouros (1184m). As atividades principais da população são a agricultura e os serviços.

## Demografia
A população registada nos censos foi:
| Distribuição da População por Grupos Etários | Distribuição da População por Grupos Etários | Distribuição da População por Grupos Etários | Distribuição da População por Grupos Etários | Distribuição da População por Grupos Etários |
| -------------------------------------------- | -------------------------------------------- | -------------------------------------------- | -------------------------------------------- | -------------------------------------------- |
| Ano                                          | 0-14 Anos                                    | 15-24 Anos                                   | 25-64 Anos                                   | > 65 Anos                                    |
| 2001                                         | 259                                          | 234                                          | 743                                          | 374                                          |
| 2011                                         | 189                                          | 146                                          | 732                                          | 406                                          |
| 2021                                         | 96                                           | 118                                          | 569                                          | 390                                          |

Em 1509 teria 40-50 residentes. Em 1572 contaria 500. Em 1641 seriam 600*. Em 1727 e 1746 seriam cerca de 1000.

## Equipamentos e património

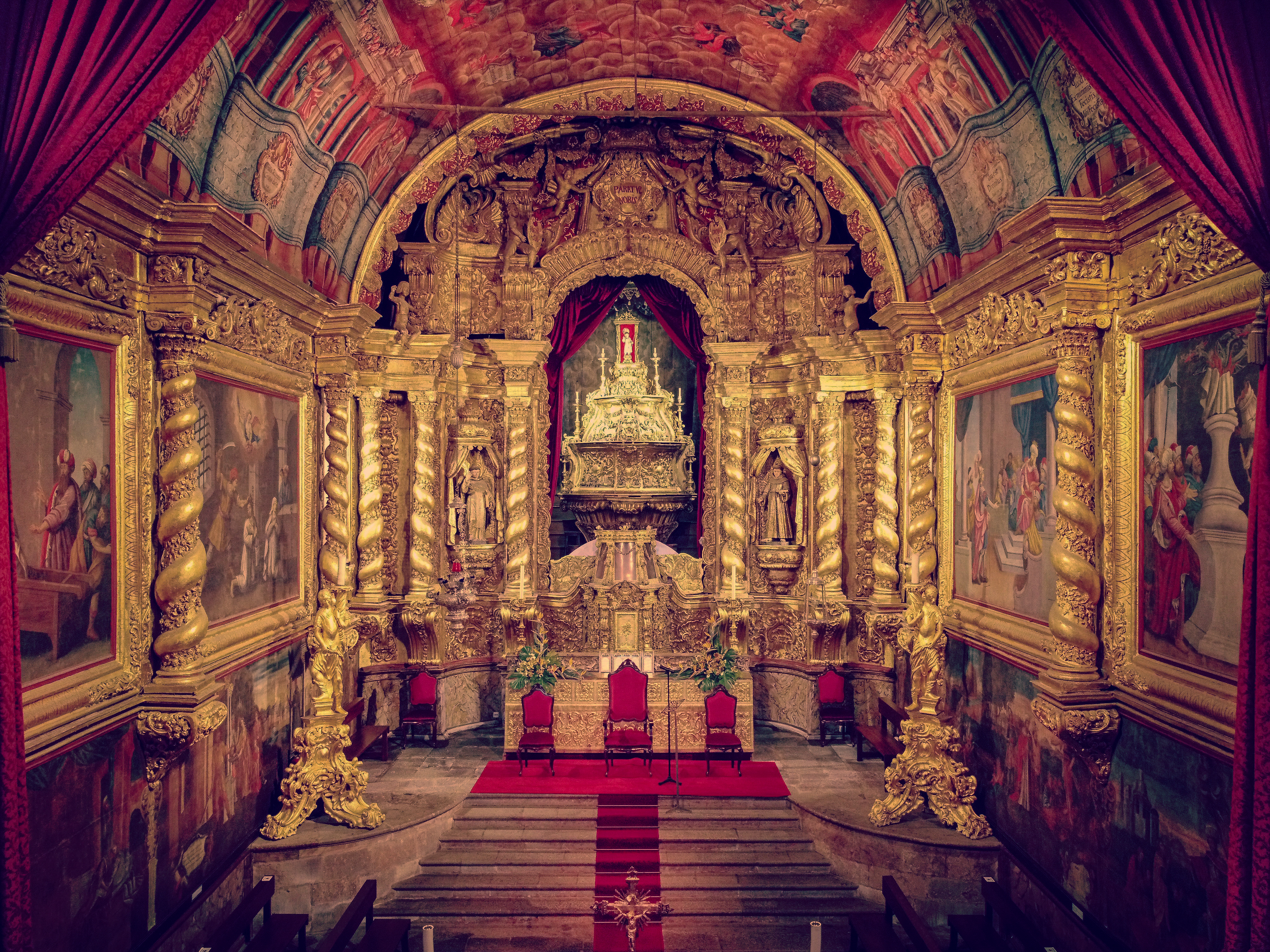
Retábulo do altar mor da Igreja Matriz de São Jorge.

Está ligada à cidade de Santana pela estrada regional 101 e pela via expresso n.1. 
Nesta freguesia situa-se a Igreja Matriz de São Jorge, o mais importante monumento barroco em espaço rural insular, cuja construção reúne elementos arquitectónicos e decorativos das outras três igrejas suas antecessoras, entretanto desaparecidas (as duas primeiras construídas junto à orla costeira da localidade, a terceira no mesmo local da atual). A sua edificação teve início na década de 1730, com a demolição da Igreja Nova da Achada, tendo sido dedicada a 17 de setembro de 1761 por D. Gaspar da Costa Brandão, bispo do Funchal. A matriz possui um monumental retábulo joanino, dois retábulos laterais e outros dois colaterais, tendo seis altares e contando com vários elementos de relevo no seu conjunto: o arcaz da sacristia, o sacrário, o tecto da capela-mor, os azulejos dos séculos XVI e XVII e o púlpito merecem especial destaque. Foi classificada como Monumento de Interesse Público em 2024.
Nesta freguesia existe também uma capela dedicada a São Pedro, datada de finais do século XV, e uma capela dedicada ao Sagrado Coração de Jesus, no sítio da Ribeira Funda, concluída por volta do ano 2000. Existiram, no seu território histórico original, as capelas de Santana (século XV - edificada na atual freguesia de Santana), São Sebastião (século XVI), Nossa Senhora da Piedade (século XVI - construída na atual freguesia do Arco de São Jorge), Santo António (século XVI/XVII - atual freguesia de Santana), e Nossa Senhora do Rosário (século XVIII - implantada na atual freguesia da Ilha).

Núcleo do Calhau de São Jorge na última década do século XIX, vendo-se o complexo do Forte de São Jorge com suas praças de armas, anexos e portão.

No sítio do Calhau de São Jorge, primeiro centro económico e religioso da comunidade, onde foram construídas as primeiras igrejas e indústrias da localidade, ergueu-se, também, o reduto militar conhecido por Forte de São Jorge, constituído por um casa da guarda, um arsenal, uma praça de armas triangular com duas guaritas (nascente), um torreão (poente), e uma porta de armas. Na praça de armas triangular, cujo traçado é ainda visível nas ruínas (classificadas como monumento local), existiam duas peças de artilharia de calibre 6, levadas para o Forte de Nossa Senhora do Amparo, em Machico, aquando da alienação do imóvel pelo Estado.
Em 2019 iniciou-se a construção do Museu do Barroco e do Tesouro da Igreja Matriz de São Jorge, com a abertura definitiva protelada pela pandemia e pelos atrasos nas obras de consolidação estrutural.

## Personalidades ligadas à freguesia
Entre os filhos ilustres desta freguesia contam-se D. Teodósio Clemente de Gouveia, primeiro cardeal madeirense e primeiro arcebispo de Lourenço Marques (actual Maputo, Moçambique), nascido a 13 de Maio de 1889, no sítio de São Pedro, e D. Rui Gouveia, bispo auxiliar do Patriarcado de Lisboa. Um busto da autoria de Anjos Teixeira assinala o local do nascimento do cardeal Teodósio, junto à Quinta Episcopal de São Jorge, sendo que uma pintura de um seu sobrinho, Jorge Marques da Silva, comemora o seu batismo na capela batismal da Igreja Matriz de São Jorge.

Busto do Cardeal D. Teodósio Clemente de Gouveia, Anjos Teixeira.

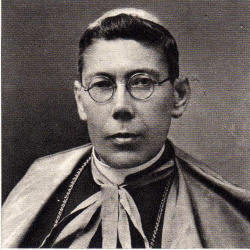
Cardeal D. Teodósio de Gouveia.

São Jorge possui uma delegação da escola secundária de Santana, uma escola primária e pré-primária, bem como um centro de actividades ocupacionais, centro de saúde e centro de dia.